# ماركوس غارسيا
ماركوس غارسيا (بالإسبانية: Marcos García Fernández)‏ (و. 1986 – م) هو راكب دراجة هوائية من إسبانيا. ولد في سان مارتن دي فالديجليسياس. شارك في طواف إسبانيا، وطواف إسبانيا 2013.

## روابط خارجية
- ماركوس غارسيا على موقع الاتحاد الدولي للدراجات (الإنجليزية)
- ماركوس غارسيا على موقع أرشيف الدراجات (الإنجليزية)
- ماركوس غارسيا على موقع إحصائيات الدراجات الإحترافية (الإنجليزية)
- ماركوس غارسيا على موقع نسبة الدراجات (الإنجليزية)
- ماركوس غارسيا على موقع CycleBase (الإنجليزية)